# Bundesstraße 172a
Pour les articles homonymes, voir Route 172.
La Bundesstraße 172a est une Bundesstraße dans le Land de Saxe.

## Géographie
La route est créée dans le cadre de la nouvelle construction de l'A 17 de 2002 à 2004 en tant que route de desserte à quatre voies pour Pirna et mesure au total 5,2 km de long (dont 3,6 km à quatre voies). La B 172a, en liaison avec la Staatsstraße 177 sur l'Elbe, fait également partie du contournement ouest de Pirna. Le passage de la B 172a à la S 177 s'effectue à la jonction avec la Bundesstraße 172.
La B 172a est construite dans le cadre des besoins urgents du Plan fédéral des routes de transport 2003 et remplace la B 172 circulant dans la vallée de l'Elbe. Les coûts de construction se sont élevés à environ 20,6 millions d'euros. Pour des raisons de protection contre le bruit, un tunnel de 120 m de long est construit près de la jonction de Pirna dans la zone de Dippoldiswalder Straße/Äußere Kohlbergstraße.
À partir de la B 172a, DEGES construit la route fédérale 172n comme contournement sud autour de Pirna. La cérémonie d'inauguration a lieu le 3 août 2017. Un premier tronçon jusqu'à Seidewitztal est ouvert le 15 décembre 2022. L'ensemble du tracé devrait être achevé en 2026.